# Вуд, Беатрис
Беатрис Вуд (англ. Beatrice Wood, 3 марта 1893, Сан-Франциско — 12 марта 1998, Охай) — американская художница, писательница и журналистка, работавшая в таких направлениях, как дадаизм и сюрреализм.

## Жизнь и творчество
Беатрис родилась в богатой, респектабельной семье. В 1898 году Вуды переезжают в Нью-Йорк, откуда часто совершают поездки в Европу. Юность девушки — вплоть до начала Первой мировой войны — проходит в Париже, где она начиная с 1912 года изучает историю искусства в художественной Академии Жюлиана. Некоторое время Беатрис проводит также в Живерни, городе Клода Моне. С началом военных действий она возвращается в Нью-Йорк. Здесь Беатрис Вуд, совместно с Марселем Дюшаном и Анри-Пьером Роше издаёт первый в Америке дадаистский журнал The Blind Man. В 1920-е годы за девушкой закрепилось прозвание «Мама Дада».
Вуд обладала независимым, эксцентричным характером. Вследствие несчастливо закончившейся любовной связи и замужества она попадает в Монреаль, где некоторое время выступает танцовщицей в варьете. Отношения её с состоятельными родителями были весьма напряжёнными, так как они не желали, чтобы их дочь вела богемный образ жизни. Желая стать свободной художницей и зарабатывать этим на жизнь, Беатрис уезжает в Лос-Анджелес, изучает там мастерство керамики и с начала 1930-х годов посвящает этому искусству своё творчество. Поселившись затем в калифорнийском городке Охай, Б.Вуд много внимания уделяет восточным мистическим учениям и философии. Находилась в тесном контакте с гуру-теософом Джидду Кришнамурти, имевшим на художницу огромное влияние. В 1938 году она вновь выходит замуж, на этот раз за инженера Стива Хогга.
В 1961 году проходит выставка работ Б. Вуд в Японии, в 1961—1965 годах она живёт и работает в Индии, в 1972 году вновь посещает Индию.
Не придерживаясь каких-либо конкретных политических или идеологических теорий, Вуд оказала большое влияние на развитие некоторых современных ей художественных течений, в частности дадаизма. Среди её близких знакомых и любовников следует назвать такие крупные фигуры мировой культуры XX столетия, как композитор Эдгар Варез, скульптор Константин Бранкузи, художники Франсис Пикабиа, Ман Рэй и Джозеф Стелла, писательница Анаис Нин.
Вуд автором нескольких литературных произведений, таких, как The Angel Who Wore Black Tights, автобиографической I Shock Myself, а также Pinching Spaniards и 33rd Wife of a Maharajah: A Love Affair in India. Писала под псевдонимом «графиня Лола Скревинская».
К столетию со дня рождения Вуд был снят документальный фильм Beatrice Wood: Mama of Dada. Она была также прообразом для роли Розы Дьюитт Бьюкейтер, вдовы в возрасте 101 года из художественного фильма Джеймса Камерона «Титаник», сыгранной актрисой Глорией Стюарт.
Умерла 12 марта 1998 года, через 9 дней после своего 105-летия.